# Prieuré Notre-Dame de Vaux-sur-Poligny
Pour les articles homonymes, voir Vaux et Poligny.

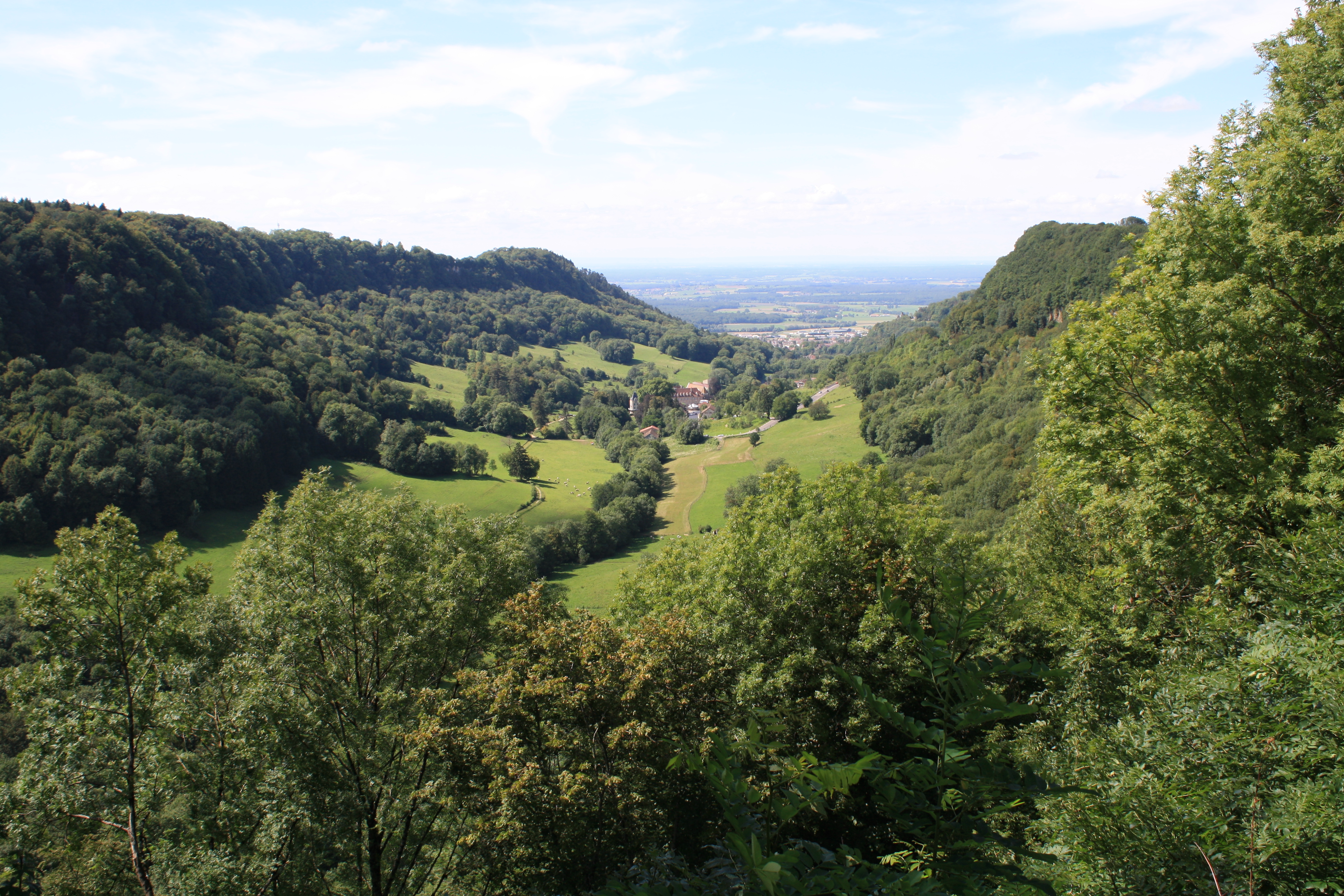
Le site du prieuré dans la reculée de Vaux-sur-Poligny.

Le prieuré Notre-Dame de Vaux-sur-Poligny est une ancienne fondation monastique bénédictine du début du XIe siècle dans le Jura, rattachée à l'ordre de Cluny en 1029. Le monastère, abandonné et partiellement détruit à la Révolution en 1790, a été entièrement rebâti et transformé en petit séminaire en 1822 puis en collège privé en 1966, avant de fermer définitivement en 2009. Le prieuré se situe au cœur d'un site jurassien caractéristique : la reculée de Vaux-sur-Poligny traversée par une petite rivière, la Glantine, tout près de la ville de Poligny.
Ce monastère est parfois improprement appelé « abbaye » : selon dom Chassignet « le monastère est appelé indifféremment dans les anciennes chartes ecclesia ou monasterium vallis. Le terme de 'prieuré' apparaît tout au début du XIIe siècle et on le nomme dès lors communément le « prieuré Notre-Dame de Vaux ».

## Histoire

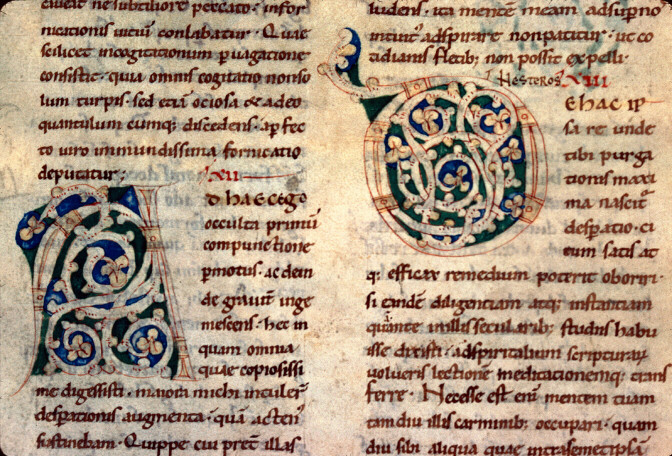
Manuscrit de Cluny (XIe siècle).

On pense qu'un culte voué à une Dame verte, déité celte des bois et des sources, se déroulait dans le site sauvage de la reculée et que la christianisation lui a substitué un culte de la Vierge en bâtissant avant l'an 1000 une chapelle protégeant une statue en bois vénérée.
Tout au début du XIe siècle, Otte-Guillaume de Bourgogne revendique le duché de Bourgogne à la mort en 1002 de son beau-père le duc Henri Ier de Bourgogne, frère d'Hugues Capet. Cet héritage lui est contesté par le roi de France Robert le Pieux et la guerre s'engage. Otte-Guillaume doit s'incliner mais se trouve confirmé dans ses possessions du Comté de Bourgogne (la Haute-Bourgogne correspondant à peu près à la Franche-Comté moderne). Pour remercier Dieu d'avoir échappé aux périls de la guerre, il décide de doter richement l'abbaye Saint-Bénigne de Dijon, où il reposera en 1027, et de fonder à Vaux-sur-Poligny, autour de 1020, un monastère dédié « au sauveur, à la mère de Dieu et à saint Nicolas » . Un récit plus ou moins légendaire explique cette fondation par le fait que le religieux qui avait aidé le jeune comte à rejoindre depuis l'Italie la cour du duc Henri Ier de Bourgogne s'était installé à Vaux, sans doute déjà constitué en cella, comme celle qui existait dans la reculée voisine, devenue au Xe siècle la célèbre abbaye de Baume-les-Messieurs.
Les dotations généreuses du comte Otte-Guillaume sont confirmées et amplifiées par ses successeurs : le monastère reçoit ainsi des « chaudières à sel » aux salines de Salins-les-Bains et de Grozon, des terres et des serfs à Molain, Besain ou Montrond, des bois (forêt des Moidons), des vignes (Arbois, Pupillin, Poligny), des pêcheries (Gevry sur le Doubs près de Dole) avec les revenus et dîmes. Les moines possédaient aussi des outils mécaniques actionnés par l'eau de la Glantine (moulins, forges, tours de potier, scierie...).
L'installation de départ est mal connue : on sait qu'une première église est consacrée en 1029 avec une nouvelle dédicace vers 1086-1090 et l'établissement monastique est confié alors à Odilon, abbé de Cluny, ce qui est approuvé, comme il est de règle, en juin 1033 par l'archevêque de Besançon Hugues de Salins. Le monastère est converti en un prieuré clunisien au XIIe siècle (première mention en 1109 et désigné par l'adjectif monasterialem) qui se développera tout en restant modeste jusqu'au déclin de l'ordre clunisien au XVIe siècle. Le prieuré doit en effet faire face à la concurrence d'autres établissement bénédictins proches comme l'abbaye de Baume-les-Messieurs et celle de Château-Chalon ou des abbayes cisterciennes dynamiques comme celles de Balerne et de Rosières. Il est également en compétition (économique et judiciaire) avec la ville de Poligny, toute proche, à moins de deux kilomètres, qui prend de l'importance à la fin du Moyen Âge et se dote d'autres congrégations comme les Clarisses réformées par sainte Colette ou les Jacobins.
Le prieuré Notre-Dame de Vaux-sur-Poligny n'aura qu'un nombre assez restreint d'occupants : il compte 16 moines en théorie (en comparaison, l'abbaye de Baume-les-Messieurs en compte une quarantaine), mais il en comptera moins à diverses périodes (comme à l'époque de la Grande peste : 12 moines en 1358, mais 17 en 1377, ou encore 5 moines seulement en 1662 après la guerre de Dix Ans. Néanmoins les prieurs de Vaux auront une place assez éminente dans l'ordre de Cluny : ils auront souvent des fonctions d'inspection (en Allemagne notamment) et participeront aux chapitres généraux de l'ordre de Cluny (traces de 1485 à 1626). Le prieur n'est jamais élu par les moines, il est nommé par l'abbé de Cluny à qui il jure obéissance. Certains d'entre eux ont marqué l'histoire du monastère comme Pierre Claude Froissard (fin XVe s.), Pierre Choux (XVIe s.), ou, à la fin du XVIIe siècle, Jean Ignace Froissard de Broissia.
Le prieuré est passé par des difficultés financières importantes à certaines périodes (il est tombé en commende en 1451, avec pour premier bénéficiaire, l'évêque de Tournai, Jean Chevrot, natif de Poligny), à quoi s'ajoutaient des conflits entre le prieur et ses moines sur le respect de la règle monastique ou sur la vie quotidienne (la « pitance » par exemple), d'où les tentatives de réformes comme avec la congrégation de Saint-Vanne au XVIIe siècle.
Le prieuré a été fermé à la Révolution en 1790 et ses bâtiments ont été en partie démolis. Dans la première moitié du XIXe siècle, il a été transformé en petit séminaire diocésain et après presque 150 ans de fonctionnement, est devenu en 1966 une école catholique, puis un collège privé jusqu'en juin 2009.

## Bâtiments

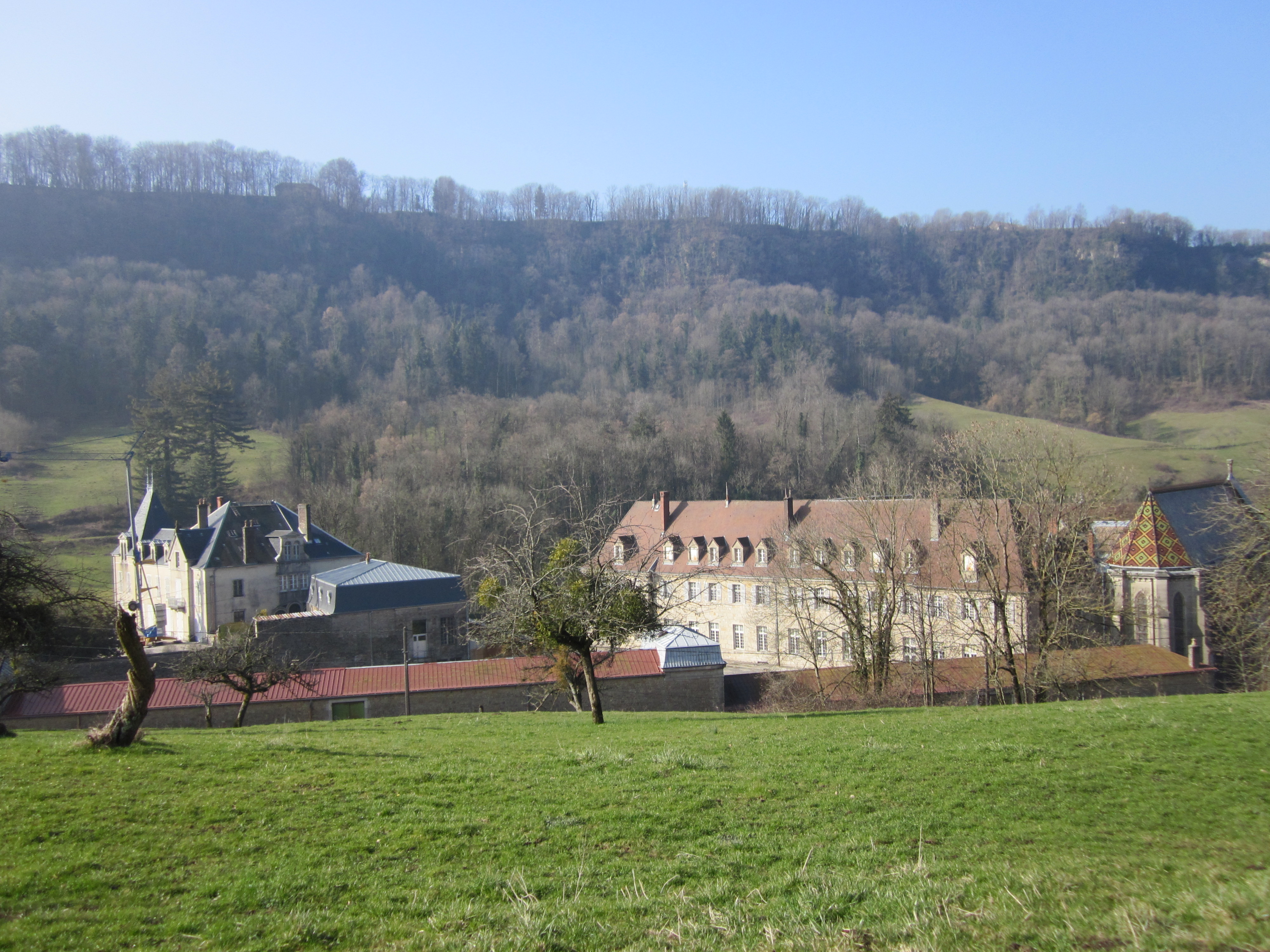
Bâtiments actuels à l'emplacement du prieuré.

Une nouvelle priorale, sûrement plus vaste que la précédente, est dédicacée en 1072 par l'archevêque de Besançon. Elle est ensuite remplacée par un sanctuaire gothique, consacré en 1272, et les bâtiments monastiques sont reconstruits après l'incendie de 1315 : le cloître est achevé en 1336 avec l'aide de l'ordre clunisien. Il ne subsiste de ces constructions médiévales que le mur et le portail sud de la chapelle. L'édifice est plusieurs fois incendié (en 1479, par les troupes de Louis XI, ou encore au XVIIe siècle au moment de la conquête de la Franche-Comté) et reconstruit. D'importants travaux sont entrepris à la fin du XVIIe siècle, à partir de 1688, par le prieur Jean Ignace Froissard de Broissia, qui relève le bâtiment prieural. On rehausse aussi le clocher de l'église, pour accueillir six cloches, et on refait les bâtiments conventuels, avec un grand dortoir monastique pour dix-sept moines. Le résultat enthousiasme les contemporains comme dom Chassignet, qui écrit en 1708 : « Le monastère de Vaux est aujourd'hui un des beaux bâtiments de la province et des plus somptueux. Et il n'y en a peut-être point dont les dortoirs et les offices soient plus commodes et plus magnifiques tout ensemble »(op. cit. page 287).

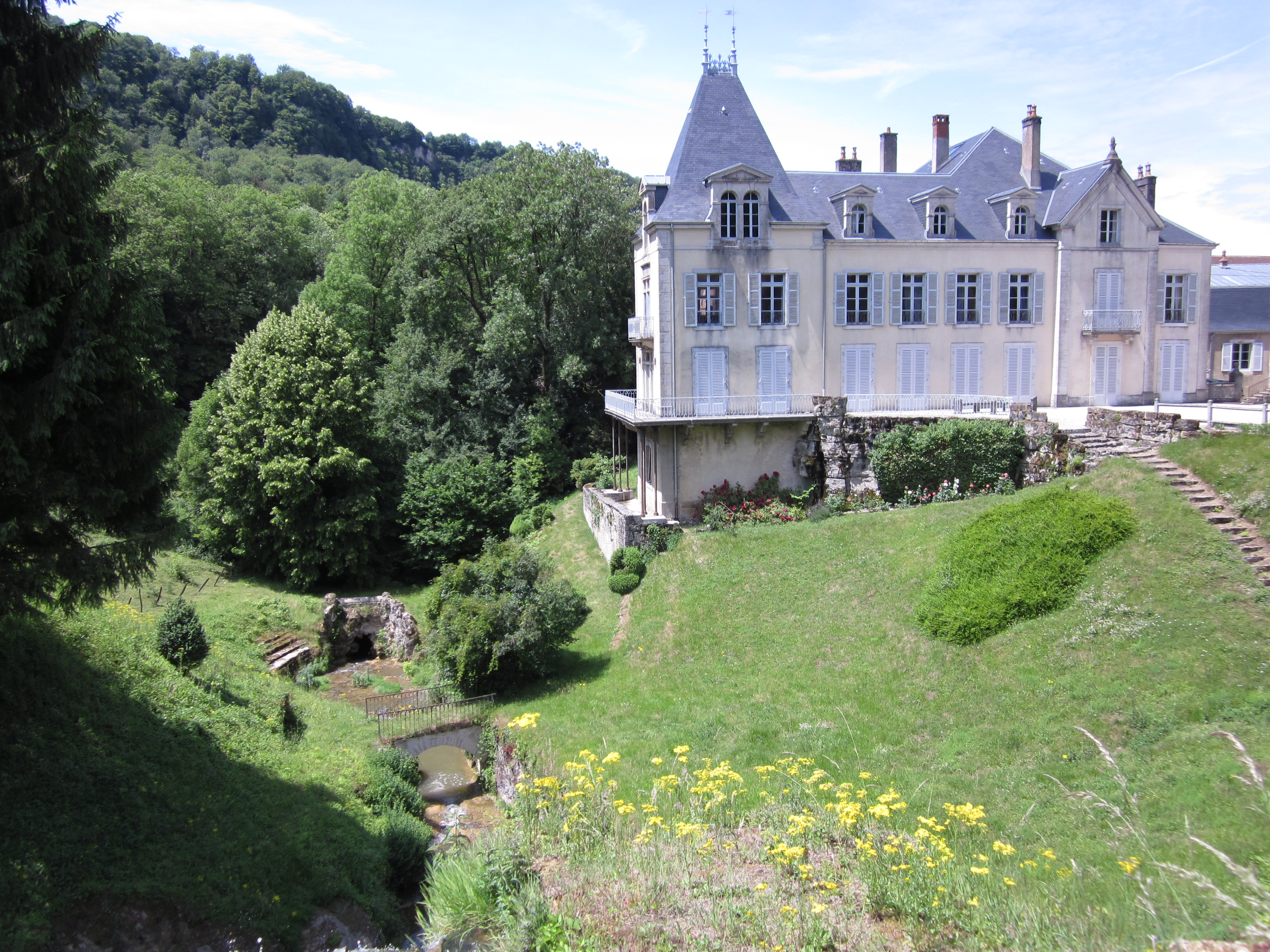
Château édifié à la fin du XIXe siècle par l'abbé directeur du séminaire (monument historique).

Au moment de la Révolution, en 1790, l'église est démolie et les autres bâtiments sont endommagés. Le diocèse de Saint-Claude ayant racheté les ruines en 1822, il reconstruit et transforme les bâtiments autour du cloître pour en faire le petit séminaire du diocèse. L'église est, quant à elle, reconstruite de 1863 à 1866, avec une toiture en tuiles vernissées. Mise sous séquestre en 1906, elle a été remise à la commune de Vaux en 1910 à qui elle appartient aujourd'hui, alors que les autres bâtiments appartiennent à une association diocésaine. L'église a été inscrite par arrêté du 15 juillet 1927 à l'Inventaire des monuments historiques et d'autres éléments architecturaux comme la cage d'escalier et l'escalier, la décoration intérieure, les voûtes et les galeries du cloître ont été inscrits en 1998.
La vénération de Notre Dame de Vaux a une histoire commencée avant l’installation d’un prieuré au début du XIe siècle. La statue originale de Notre Dame date du XIIIe siècle. La vierge est en bois polychrome, tenant son fils devant elle sur son giron. Pendant des siècles, elle a été vénérée comme miraculeuse. Après avoir été cachée par la population, à la suite des lois de Séparation, dans la chapelle du Château voisin, maison du maire Louis Milcent, elle fit, en 1910, un retour triomphal dans la grande chapelle devenue église communale, escortée par 1500 fidèles, tandis que le petit séminaire restait transféré à Courtefontaine jusqu’en 1922. Lors de l’année jubilaire de 1938, la statue avait encore sa polychromie. En 1939 , au bout de sept siècles, attaquée par les cirons, elle fut restaurée par un artiste lyonnais qui la décapa et lui donna une teinte de chêne foncé ciré. En même temps fut commandée une copie inspirée de l’original. C’est cette dernière qui, depuis, trône sur le socle de l’autel consacré à Notre Dame de Vallibus. L’original, longtemps resté dans la petite chapelle ouverte à l'étage sur la grande chapelle, est conservé à l’évêché à Saint-Claude.
Un château résidentiel a été construit à l'emplacement d'un moulin du prieuré et à l'initiative du directeur de séminaire, l'abbé Petit (en fonctions de 1860 à 1876) : il a été achevé par son héritier Louis Milcent, notable polinois, avec les services de l'architecte bisontin Alfred Ducat et de l'architecte paysagiste franc-comtois Brice Michel, qui a aménagé un parc traversé par la rivière la Glantine et élaboré des aménagements autour de la cascade de treize mètres. Le château, qui comporte une chapelle funéraire privée, est aujourd'hui classé

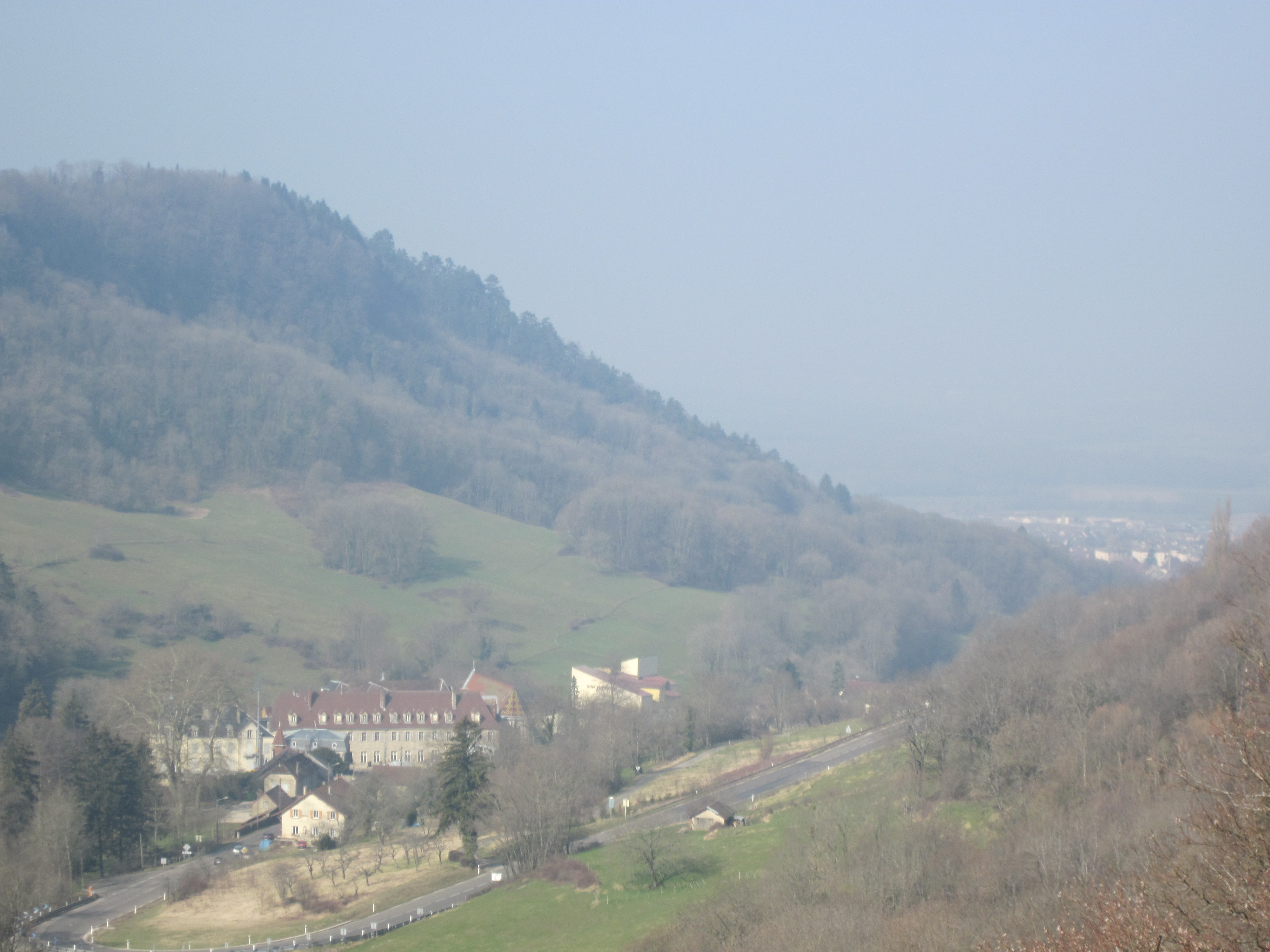
le site à proximité de Poligny.
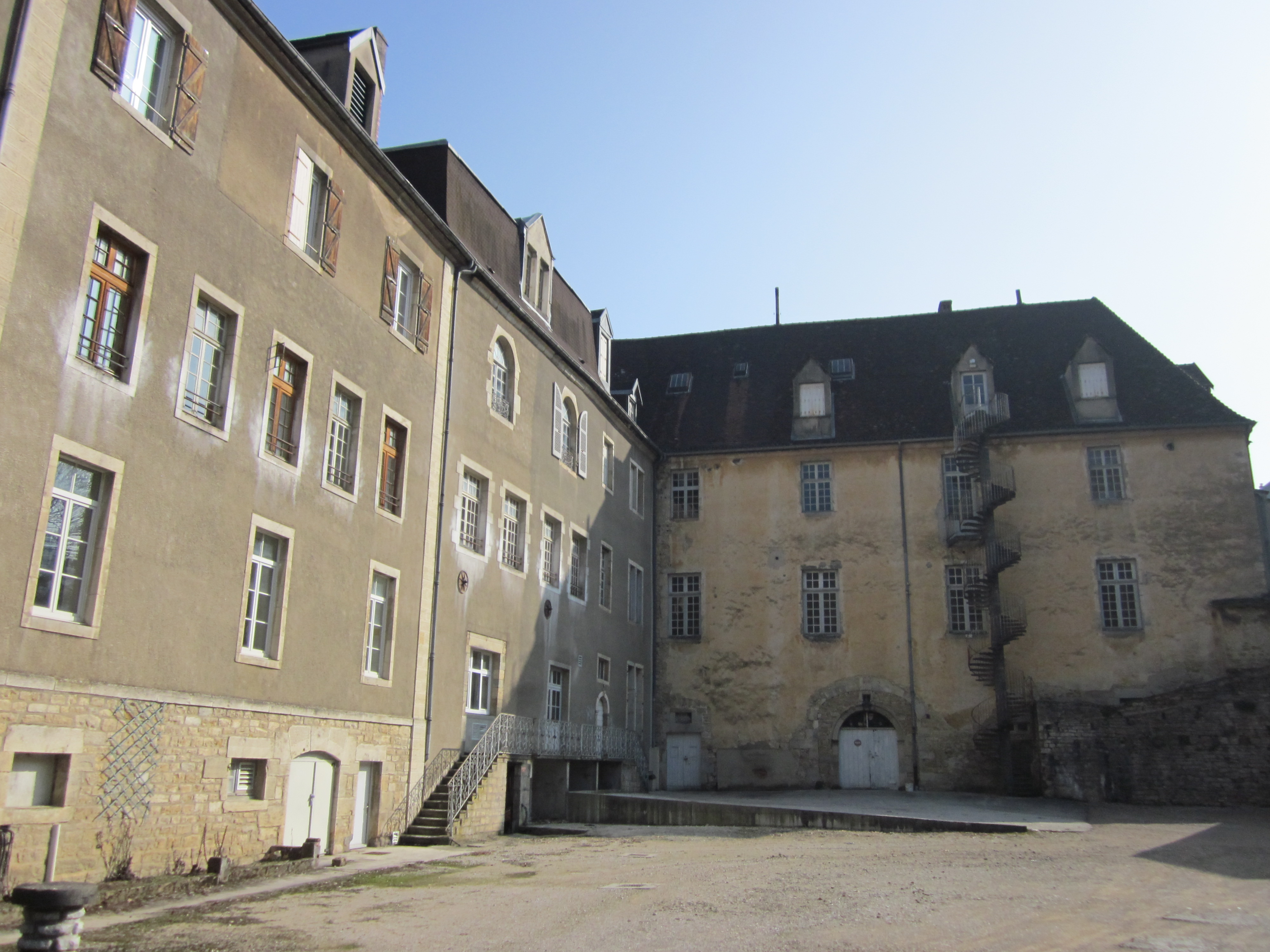
Bâtiments de l'ancien séminaire.
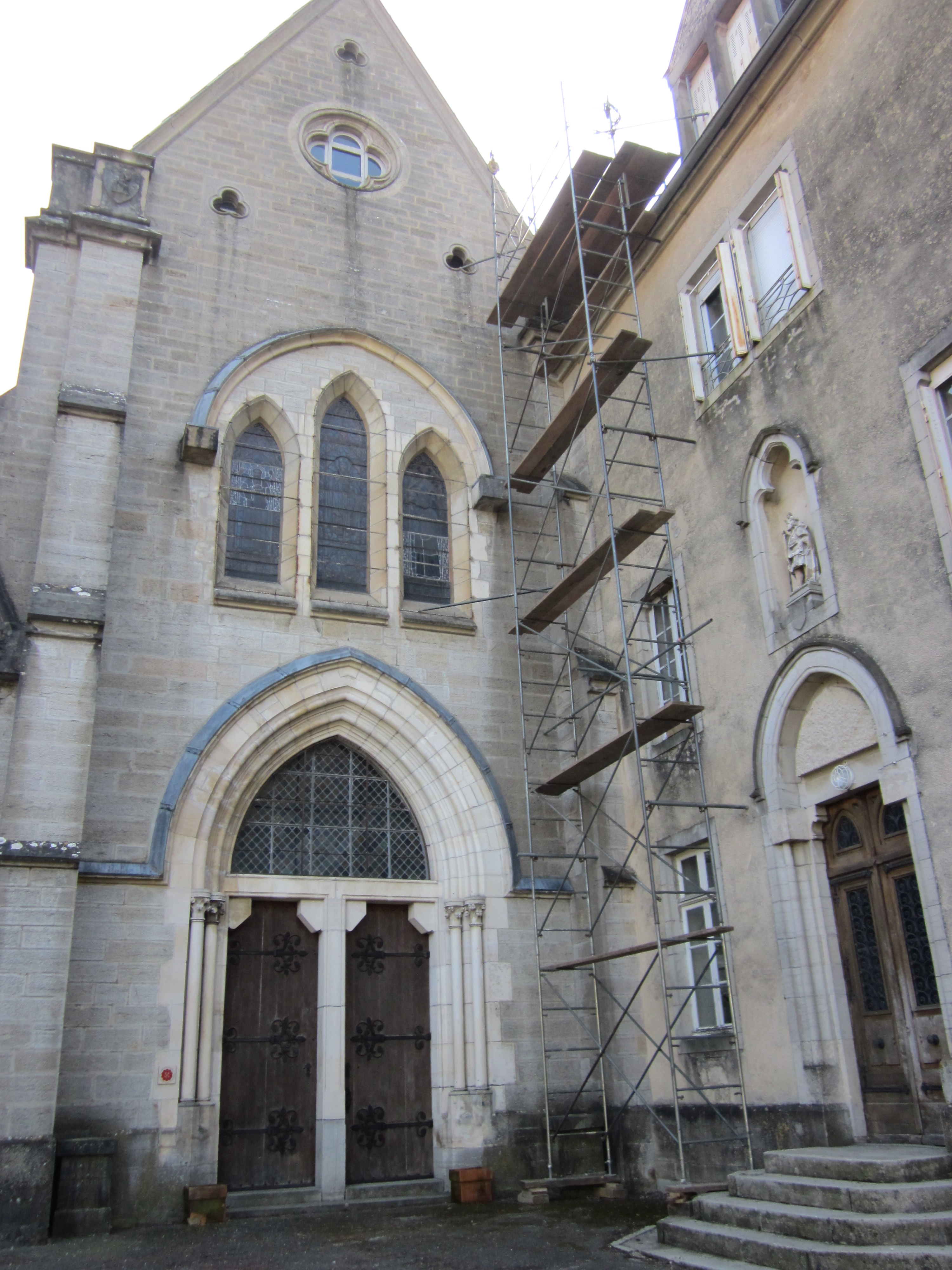
Façade de l'église (1863-1866).

L'orgue de la chapelle communale du Prieuré de Vaux sur Poligny (Jura), construit par le facteur d’orgues Philippe Hartmann, a été inauguré le 1er mai 1963 par Michel Chapuis, titulaire des orgues de la chapelle royale de Versailles. Cet instrument néo-baroque a été financé et entretenu par l’AVE, l’association plus que centenaire des Anciens et Amis de VAUX. Son intérêt musical et historique majeur dans l’évolution des orgues au XXe siècle est souligné par les experts, qui notent le renouveau sonore et la finesse des timbres qu’il a apportés par rapport aux instruments alors connus. Des concerts sont régulièrement donnés, notamment pour les Journées du Patrimoine.

## Prolongements
- On trouve à côté de l'ancien prieuré une minoterie (moulin sur la Glantine depuis 1825), une entreprise de transport et une ferme d'élevage bovin qui exploite les terres de la reculée. Un peu en aval s'est installé le petit village de Vaux-sur-Poligny.
- Le cloître et l'église servent aussi de cadre à des manifestations culturelles (orgue, chant sacré, chorales...)
- En 2010, Vaux a été reconnu comme « site clunisien » par la Fédération des sites clunisiens après Baume-les-Messieurs (abbaye), Gigny (abbaye) et Dole (collège)[15].
- Le « Saint » Pierre-François Néron (1818-1860) est passé par le petit séminaire de Vaux[16]. Il est le patron de l'association des anciens et amis de Vaux (AVE) qui lui a élevé dans les années 1930 un autel avec sa statue. Celle-ci a été empruntée provisoirement en 2008 par l'évêché pour célébrer à Bornay le vingtième anniversaire de la canonisation de P.F Néron. En 2021, au moment du millénaire du Prieuré, l'AVE et la commune de Vaux attendent toujours son retour, réclamé plusieurs fois, dans l'Eglise de N. D. de Vaux.